# Club Ciclista Mundial
Club Ciclista Mundial era el nombre de la sección de ciclismo del Mundial Club que, a principios del siglo XX, promovía la práctica del ciclismo, del tenis y del fútbol en Chile. El Club Ciclista Mundial fue uno de los integrantes de la Unión Ciclista de Chile, institución que luego se transformará en la Federación Ciclista de Chile. Estos clubes, junto con promover la práctica del deporte, eran un medio para que sus integrantes participaran en diferentes actividades de camaradería que les permitía socializar y conocer a miembros de otros clubes, por lo mismo, eran un importante medio de desarrollo individual.

## Historia
El Club Ciclista Mundial fue fundado el día 7 de octubre de 1912, por Jorge Vásquez Castillo quien, además, fue el primer presidente de la institución. Jorge Vásquez Castillo también fue el presidente de la Liga Infantil de Football, como a principios del siglo XX se llamaba en Chile a ese deporte y, con regularidad, efectuaba donaciones para la realización de competencias deportivas.
Entre los miembros destacados del Club Ciclista Mundial se encontraba Pedro Musset Castro, que llegó a ser presidente de la Unión Ciclista de Chile y tuvo una destacada participación en el desarrollo del ciclismo como deporte olímpico en Chile. También se encontraban Julio Alvarado, campeón de tiro, y Desiderio Mella M, que fue un gran promotor del tiro al blanco en el mismo país.

## Actividades deportivas
El Club Ciclista Mundial organizaba tanto competencias de velocidad, como es el caso de las carreras, como actividades deportivas menos exigentes, como es el caso de las excursiones, en las que podían participar más personas.
Las carreras se llevaban a cabo, en un principio, en el Parque Cousiño. Más tarde, ellas se realizarían en los Campos de Sports de Ñuñoa. Dichos recintos más tarde pasarán a llamarse Parque O'Higgins y Campo de Deportes, respectivamente.